# Microcerotermes
Microcerotermes är ett släkte av termiter. Microcerotermes ingår i familjen Termitidae.
Kladogram enligt Catalogue of Life:
| Microcerotermes | \| \| Microcerotermes arboreus \| \| \| \| \| \| Microcerotermes bouvieri \| \| \| \| \| \| Microcerotermes gracilis \| \| \| \| \| \| Microcerotermes septentrionalis \| \| \| \| |
|                 | \| \| Microcerotermes arboreus \| \| \| \| \| \| Microcerotermes bouvieri \| \| \| \| \| \| Microcerotermes gracilis \| \| \| \| \| \| Microcerotermes septentrionalis \| \| \| \| |
|                 | Amitermes |
|                 | |
|                 | Anoplotermes |
|                 | |
|                 | Cahuallitermes |
|                 | |
|                 | Gnathamitermes |
|                 | |
|                 | Hoplotermes |
|                 | |
|                 | Nasutitermes |
|                 | |
|                 | Tenuirostritermes |
|                 | |
|                 | Termes |
|                 | |
|                 | Microcerotermes arboreus |
|                 | |
|                 | Microcerotermes bouvieri |
|                 | |
|                 | Microcerotermes gracilis |
|                 | |
|                 | Microcerotermes septentrionalis |
|                 | |

|  | Microcerotermes arboreus        |
|  |                                 |
|  | Microcerotermes bouvieri        |
|  |                                 |
|  | Microcerotermes gracilis        |
|  |                                 |
|  | Microcerotermes septentrionalis |
|  |                                 |